# Louvarás
Louvarás (grec moderne : Λουβαράς) est un village de Chypre situé dans le district de Limassol.